# Comuna Koceriv, Radomîșl
Koceriv (în ucraineană Кочерівська сільська рада) este o comună în raionul Radomîșl, regiunea Jîtomîr, Ucraina, formată din satele Koceriv (reședința), Potașnea și Stav-Sloboda.

## Demografie
Componența lingvistică a comunei Koceriv
     Ucraineană (98,41%)
     Alte limbi (1,6%)
Conform recensământului din 2001, majoritatea populației comunei Koceriv era vorbitoare de ucraineană (98,41%), existând în minoritate și vorbitori de alte limbi.